# Бельгерн
Бельгерн (нем. Belgern) — составная часть города Бельгерн-Шильдау в немецкой земле Саксония. До 1 января 2013 года Бельгерн был самостоятельной общиной, и подчинялся административному округу Лейпциг. Входит в состав района Северная Саксония.
На конец 2011 года население Бельгерна составляло около 4700 человек. Занимает площадь 17,31 км². Официальный код — 14 3 89 040.
Город подразделялся на 16 городских районов.

## Ссылки

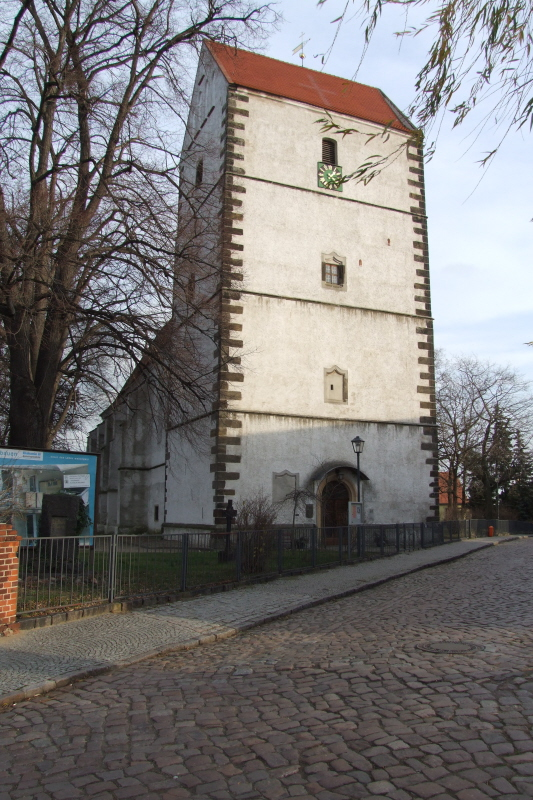
Церковь св. Варфоломея